# Westley Gough
Westley Gough (4 maggio 1988) è un pistard neozelandese.

## Palmarès

### Olimpiadi
- 2 medaglie:
  - 2 bronzi (Pechino 2008 nell'inseguimento a squadre; Londra 2012 nell'inseguimento a squadre)

### Mondiali
- 2 medaglie:
  - 2 bronzi (Melbourne 2012 nell'inseguimento a squadre; Melbourne 2012 nell'inseguimento individuale)